# 红山街道 (黄埔区)
红山街道，是中华人民共和国广东省广州市黄埔区下辖的一个乡镇级行政单位。

## 行政区划
红山街道下辖以下地区：
航专社区、文船社区、远航钢社区、广冶菠船社区、火电社区和双沙社区。

## 交通

### 地铁
- █5号线：双沙站
- █13号线：双岗站

### 国铁
- 广深铁路下元站